# 직권조사사항
직권조사사항(職權調査事項)이란 민사소송법상 개념으로 법원이 직권으로 조사하여 적당한 조치를 취하여야 하는 사항을 뜻한다. 직권조사사항은 자백의 대상이 될 수 없다.

## 종류
- 불항소 합의의 유무[2]
- 종중이 당사자인 사건에 있어서 그 종중의 대표자에게 적법한 대표권이 있는지의 여부[3]
- 비법인사단이 당사자인 사건에 있어서 대표자에게 적법한 대표권이 있는지 여부[4]
- 원고 종중의 권리능력의 시기[5]
- 제소단계에서의 소송대리인의 대리권 존부[6]
- 어느 분쟁해결을 위하여 적정한 판단을 받을 수 있도록 마련된 보다 더 간편한 절차를 이용할 수 있었 음에도 그 절차를 이용하지 않았다는 사정[7]
- 신의성실의 원칙에 반하는 것 또는 권리남용은 강행규정에 위배되는 것이므로 당사자의 주장이 없더라도 법원은 직권으로 판단할 수 있다.[8]